# Shadow Tactics: Blades of the Shogun
Shadow Tactics: Blades of the Shogun est un jeu vidéo d'infiltration et de tactique en temps réel développé par Mimimi Productions et édité par Daedalic Entertainment. Il est sorti en 2016 sur Windows, Mac, Linux, PlayStation 4 et Xbox One.

## Trame

### Univers
L'histoire prend place en 1615 dans le Japon féodal, lors du Shogunat Tokugawa, à l'aube de l'ère Edo,.

## Système de jeu
Le système du jeu est assez simple :
Utiliser judicieusement les spécialistes à notre disposition qui disposent chacun de compétences uniques (sniper, grenade, shuriken, pierre etc.) de manière à remplir certains objectifs.
Un des aspects stratégiques de ce jeu est que pour mener à bien ces derniers, le joueur doit le plus souvent éliminer la majorité des gardes présents.
Le joueur doit également dissimuler judicieusement les corps des ennemis de manière à ne pas éveiller les soupçons des gardes.
Il comporte 13 missions chacune unique ainsi qu'un dlc : Shadow tactics aiko's choice.
Le jeu comporte également un système de badges qui sont comme des succès, par exemple finir, la mission en moins de 10 minutes, ne pas déclencher l'alarme…
Ces derniers ajoutent une rejouabilité importante.

## Détail des compétences
Le joueur dispose donc de 5 spécialistes biens distincs les uns des autres:

### Hayato
1- Hayato, shinobi, couleur: bleue porte les corps debout, agile
-compétences-
a- Katana: vainc un ennemi au corps à corps.Provoque un bruit modéré.
b- Shuriken: élimine un ennemi à moyenne et courte portée, provoque un bruit important;
une fois le shuriken lancé, hayato doit passer sur le corps de manière à le récupérer n'en disposant que d'un.
c-Pierre: une simple pierre, provoquant un bruit d'une portée moyenne, détourne l'attention des gardes l'entendant.

### Yuki
2-Yuki, couleur: jaune, porte les corps accroupie, agile.
-compétences-
a-couteau: élimine au corps à corps l'ennemi ciblé. Provoque un bruit moderé.
b-Piège:
Une fois armé, tue en un temps raisonnable l e premier ennemi le piétinant.Provoque un bruit léger.
c-Flûte:
provoque un bruit d'une portée moyenne;
met en état de questionnement tous les gardes l'ayant entendus, ces derniers viendront en marchant jusqu'à la zone de lancement la première fois puis en courant les suivantes. Une fois sur place, ils fouilleront la zone.

### Mugen
Mugen: Samouraï couleur: orange, transporte jusqu'à 2 corps simultanément tout en courant, offre également la possibilité de les lancer à courte portée. Se déplace lentement, dispose d'une grande quantité de points de vie, n'est pas agile.
- Compétences-
a-sabre: vainc rapidement un ennemi au corps à corps. Cause un léger bruit.
b-épée du vent:
Vainc tous les

## Inspirations
Pour développer ce titre, le studio munichois Mimimi Games s'est inspiré des licences Commandos, créée par Pyro Studios, et Desperados, réalisée par Spellbound Entertainment. Le jeu reprend donc le système d'infiltration et de tactique en temps réel avec une vue du dessus de ces opus, et utilise également une escouade de héros différenciés et complémentaires.

## Contenu additionnel

### ExtensionAiko's Choice
Après le très bon succès critique de Shadow Tactics : Blades of the Shogun, Daedalic Entertainment et Mimimi Games annoncent le 25 mars 2021 l'extension stand-alone Aiko's Choice. Celle-ci s'articule autour de la kunoichi Aiko, spécialiste du camouflage et du déguisement de geisha qu'elle revêt pour distraire les ennemis, avec le retour malgré tout des quatre autres personnages du jeu de base. Le DLC inclut 3 missions principales situées dans des environnements inédits et 3 missions secondaires plus courtes. Selon l'éditeur Daedalic, « il n'est pas nécessaire d'avoir une copie du jeu principal pour jouer à cette extension, mais il est recommandé de faire l'expérience des premières missions du jeu principal avant de plonger dans Aiko's Choice »,,.
L'extension sort le 6 décembre 2021 sur la plateforme Steam, puis le 6 décembre 2024 sur PlayStation 5 et Xbox Series,,.